# A.M.G.O.D. (альбом)
Allotropic / Metamorphic — Genesis of Dimorphism — третий студийный альбом финской метал-группы …and Oceans.

## Список композиций
| №                   | Название                                | Длительность |
| ------------------- | --------------------------------------- | ------------ |
| 1.                  | «Intelligence Is Sexy»                  | 5:15         |
| 2.                  | «White Synthetic Noise»                 | 5:30         |
| 3.                  | «Tears Have No Name»                    | 6:13         |
| 4.                  | «Esprit de Corps»                       | 3:35         |
| 5.                  | «Odious & Devious»                      | 6:16         |
| 6.                  | «Of Devilish Tongues»                   | 5:44         |
| 7.                  | «Postfuturistika»                       | 5:41         |
| 8.                  | «TBA In a Silver Box»                   | 4:18         |
| 9.                  | «New Model World» (Featuring Valopinja) | 5:55         |
| Общая длительность: | Общая длительность:                     | 48:27        |

## Участники записи
- Kena Strömsholm (aka K-2T4-S, Killstar, Kenny) — вокал
- Timo Kontio (aka T, Tripster, Neptune) — гитара
- Teemu Saari (aka de Monde, 7Even II) — гитара
- Mika Aalto (aka Q, Atomica, Gaunt) — бас-гитара
- Antti Pasala (aka Plasmaar, Anzhaar, Anti) — клавишные
- Jani Martikkala (aka Martex, Cauldron, Grief, Mr. Plaster) — ударные

## Информация
- Музыка и лирика: …and Oceans
- Студия: «Abyss-b» ( Швеция)
- Звукоинженер: Tommy Tägtgren
- Мастеринг: Ulf Horbelt в студии «DMS» (Марль,  Германия)
- Дизайнер альбома: Niklas Sundin (Dark Tranquillity)
- Фотограф: Pekka Mäkynen